# Aedes aegypti
La cosiddetta zanzara della febbre gialla (Aedes aegypti Linnaeus, 1762) è un insetto della famiglia dei Culicidae (Diptera: Culicomorpha).
È tra le specie di zanzara più pericolose in quanto vettore di agenti virali della dengue (virus denv-1, denv-2, denv-3 e denv-4), della chikungunya, della febbre gialla, della "malattia Zika" e altre malattie. Si può riconoscere dalle macchie bianche sulle zampe e da bande chiare a forma di lira sul torace. È originaria dell'Africa, ma è stata trasportata passivamente col traffico marittimo in tutte le regioni tropicali e subtropicali, mentre non riesce a sopravvivere alle temperature invernali delle zone temperate. È specie fortemente antropofila in grado di svilupparsi in contenitori d'acqua presenti in ambito urbano.